# Sphodromerus luteipes
Sphodromerus luteipes är en insektsart som beskrevs av Boris Petrovich Uvarov 1933. Sphodromerus luteipes ingår i släktet Sphodromerus och familjen gräshoppor.

## Underarter
Arten delas in i följande underarter:
- S. l. luteipes
- S. l. rubripes